# 田村圓澄
田村 圓澄（たむら えんちょう、1917年1月2日 - 2013年7月10日）は、日本史学者・仏教史学者。九州大学名誉教授。位階は従四位。

## 経歴
1917年（大正6年）、奈良県橿原市で生まれた。九州帝国大学国史学科で学び、1941年に卒業。卒業後は、母校・九州帝国大学の副手に採用された。しかし太平洋戦争下の1942年、同大学を退官し、土浦海軍航空隊教授嘱託として海軍少尉任官。
戦後 京都時代
戦後、1946年に塚本善隆の娘と結婚。京都の妙泉寺住職となると同時に、堀川中学校教諭として勤務。一方で、同1946年、京都大学大学院文学研究科に入学した。1948年に修士課程を修了。博士後期課程に進み、1950年に単位取得満期退学。仏教文化研究所が設立されると、それに参加した。
九州時代
1957年、九州大学文学部助教授に就いた。1966年から1967年まで、 アメリカ合衆国のカリフォルニア大学バークレー校へ研究滞在。1968年、学位論文『法然上人伝の研究』を 九州大学に提出して文学博士号を取得。また、同1968年、文学部教授に昇格した。1980年、九州大学を定年退官し、名誉教授となった。その後は熊本大学教授として教鞭をとり、1982年に退官。退任後は、九州歴史資料館長となり、1992年まで務めた。
2013年7月10日、肺水腫のため福岡県糟屋郡新宮町の病院で死去。96歳没。死去と同時に叙従四位。

## 受賞・栄典
- 1991年春：勲三等旭日中綬章受勲。
- 2013年：叙従四位

## 研究内容・業績
浄土宗研究をはじめ、古代仏教史で朝鮮半島との関係研究などに移行しつつ、東アジア仏教史研究を行っている。聖徳太子・飛鳥時代の実証研究でも著名である。また、『興福寺奏状』の一節に注目して日本の古代仏教史を「八宗体制」ととらえる理論的枠組み（八宗体制論）を構築して影響をあたえた。
八宗体制論
- 八宗体制論

## 著作一覧
- 『歴史と宗教』永田文昌堂（東山叢書）1946
- 『日本思想史の諸問題』永田文昌堂 1948
- 『浄土思想の展開』永田文昌堂 1948
- 『法然上人伝の研究』(仏教文化研究所研究報告)法蔵館 1956
- 『法然　人物叢書』吉川弘文館 1959、新版1988
- 『日本仏教思想史研究』浄土教篇 平楽寺書店 1959
- 『聖徳太子 斑鳩宮の争い』中公新書 1964
- 『藤原鎌足』塙新書 1966、新版1980
- 『飛鳥仏教史研究』塙書房 1969
- 『西と東』永田文昌堂 1974
- 『飛鳥・白鳳仏教論』雄山閣出版 1975
- 『空海 真言密教の求道と実践 日本を創った人びと』平凡社 1978
- 『古代朝鮮仏教と日本仏教』吉川弘文館 1980、講談社学術文庫 1985
- 『日本仏教史』(全5巻)法蔵館 1982-83
- 『法然とその時代』法蔵館（法蔵選書）1982、法蔵館文庫 2023
- 『法然上人伝』日本仏教史別巻 法蔵館 1983
- 『半跏像の道』学生社 1983
- 『佛教史散策』山喜房仏書林 1984
- 『仏教伝来と古代日本』講談社学術文庫 1986
- 『日本古代の宗教と思想』山喜房仏書林 1987
- 『大宰府の春 回顧七十年』六興出版 1987
- 『筑紫と飛鳥 日本古代史を見る眼』六興出版 1990
- 『佛教史周辺』山喜房仏書林 1990
- 『大宰府探求』吉川弘文館』1990
- 『筑紫の古代史』学生社 1992.
- 『佛教史散歩』山喜房仏書林 1994
- 『飛鳥・白鳳仏教史』吉川弘文館 1994／同・歴史文化セレクション 2010
- 『伊勢神宮の成立』吉川弘文館 1996／同・歴史文化セレクション 2009
- 『図説日本仏教の歴史 飛鳥・奈良時代』佼成出版社 1996
- 『古代日本の国家と仏教 東大寺創建の研究』吉川弘文館 1999
- 『古代国家と仏教経典』吉川弘文館  2002
- 『古代東アジアの国家と仏教』吉川弘文館 2002
- 『法華経と古代国家』吉川弘文館 2005
- 『東アジアのなかの日本古代史』吉川弘文館 2006
- 『飛鳥時代 倭から日本へ』吉川弘文館 2010
- 『「夜明け前」の日本と朝鮮・中国』梓書院 2011
- 『色定法師と源平の争乱』追悼遺稿集[3] 海鳥社 2015

共編著
- 『新羅と飛鳥・白鳳の仏教文化』洪淳昶共編 吉川弘文館 1975
- 『日本仏教のこころ 入門日本仏教思想史』田村芳朗共編 有斐閣選書 1977
- 『百済文化と飛鳥文化』黄寿永共編 吉川弘文館 1978
- 『新羅と日本古代文化』秦弘燮共編 吉川弘文館 1981
- 『半跏思惟像の研究』黄寿永共編 吉川弘文館 1985
- 『古代最大の内戦・磐井の乱』小田富士雄、山尾幸久共著 大和書房 1985
- 『大宰府 古代を考える』吉川弘文館 1987
- 『韓国と日本の仏教文化』鎌田茂雄共著 古代の日本と韓国 学生社 1989
- 『古代海人の謎 宗像シンポジウム』荒木博之共編 海鳥社 1991
- 『宇佐八幡と古代神鏡の謎』木村晴彦・桃坂豊共著 戎光祥出版 2004

論文
- CiNii>田村圓澄
- INBUDS>田村圓澄

記念論集
- 東アジアと日本. 考古・美術編 / 田村圓澄先生古稀記念会 吉川弘文館 1987.12
- 東アジアと日本. 宗教・文学編 / 田村圓澄先生古稀記念会 吉川弘文館 1987.12
- 東アジアと日本. 歴史編 / 田村圓澄先生古稀記念会 吉川弘文館 1987.12